# Oxyamerus aokii
Oxyamerus aokii är en kvalsterart som beskrevs av Balogh 1968. Oxyamerus aokii ingår i släktet Oxyamerus och familjen Oxyameridae. Inga underarter finns listade i Catalogue of Life.